# Janusz Prokopiak

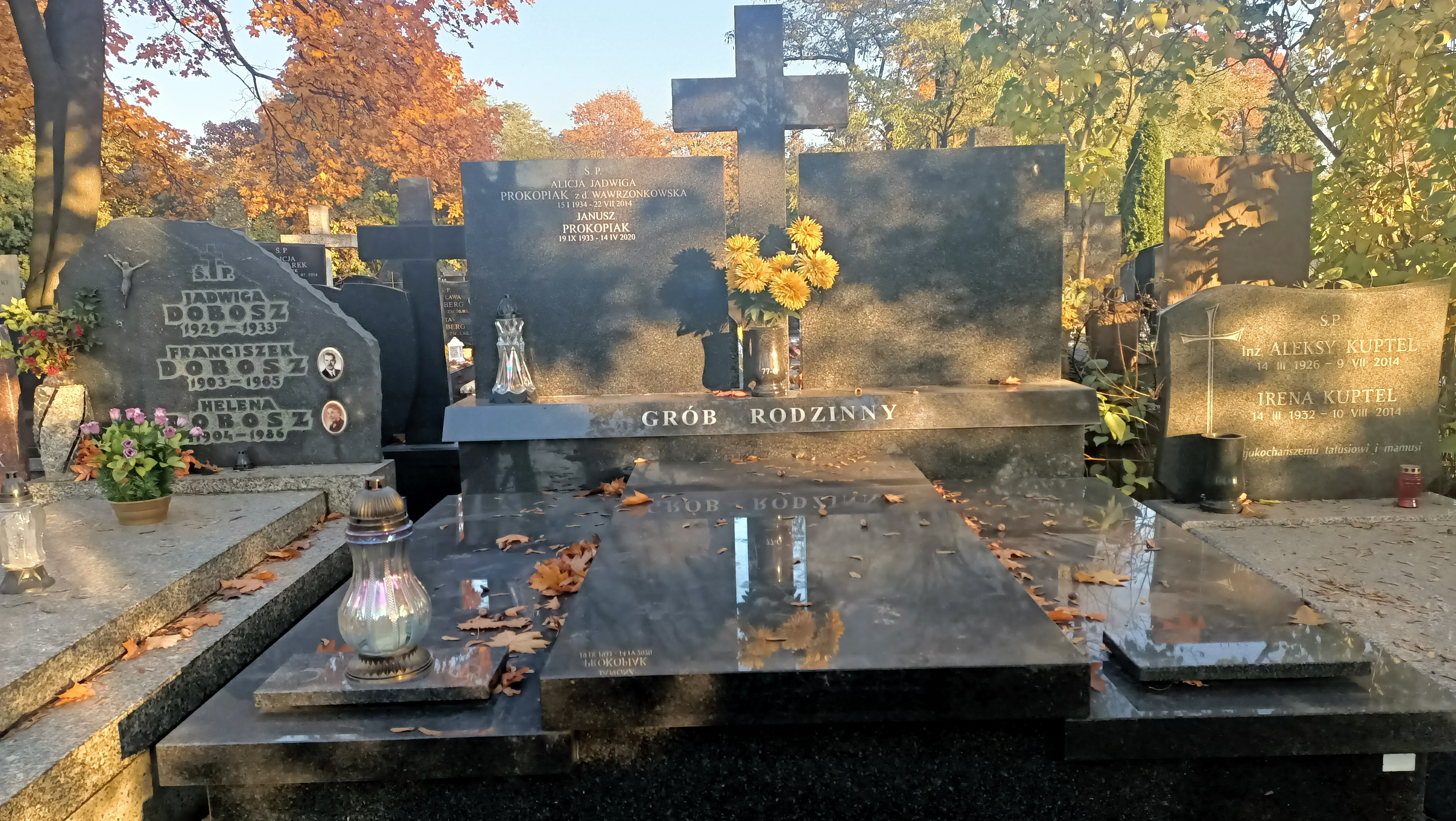
Grób Janusza Prokopiaka na Cmentarzu Bródnowskim w Warszawie

Janusz Maciej Prokopiak (ur. 19 września 1933 w Warszawie, zm. 14 kwietnia 2020 tamże) – polski polityk, poseł na Sejm PRL VII i VIII kadencji.

## Życiorys
Był synem Aleksandra i Leokadii. Uzyskał tytuł zawodowy magistra inżyniera budownictwa lądowego na Politechnice Warszawskiej. 
Pracował w wykonawstwie budowlanym, m.in. jako dyrektor naczelny Przedsiębiorstwa Budownictwa Miejskiego Warszawa-Południe. Był wiceprezesem Centralnego Związku Spółdzielczości Budownictwa Mieszkaniowego, a od 1972 pełnił funkcję przewodniczącego zarządu głównego Związku Zawodowego Pracowników Przemysłu Budowlanego. Od czerwca 1975 do marca 1981 był I sekretarzem Komitetu Wojewódzkiego Polskiej Zjednoczonej Partii Robotniczej w Radomiu. Zasiadał także w Komitecie Centralnym partii (1975–1981). Przewodniczący prezydium Wojewódzkiej Rady Narodowej w Radomiu. Był członkiem Rady Redakcyjnej organu teoretycznego i politycznego KC PZPR „Nowe Drogi”. W 1976 uzyskał mandat posła na Sejm PRL VII kadencji w okręgu radomskim. W 1980 uzyskał reelekcję w tym samym okręgu. W obydwu kadencjach zasiadał w Komisji Budownictwa i Przemysłu Materiałów Budowlanych. Od 1983 do 1985 podsekretarz stanu w Ministerstwie Administracji i Gospodarki Przestrzennej.
Jako I sekretarz Komitetu Wojewódzkiego PZPR w Radomiu brał udział w wydarzeniach radomskich. Jest autorem książki Radomski czerwiec '76. Wspomnienia partyjnego sekretarza, wydanej własnym nakładem w 2001 (ISBN 978-83-915802-0-2).
Pochowany 22 kwietnia 2000 na cmentarzu Bródnowskim (kwatera 77G-6-11).

## Odznaczenia
- Krzyż Oficerski Orderu Odrodzenia Polski
- Złoty Krzyż Zasługi
- Medal 30-lecia Polski Ludowej
- Złota Odznaka honorowa „Za Zasługi dla Warszawy” (1970)[5]